# Beleg van Prachatice
Het beleg van Prachatice was een belegering tijdens de Boheemse Opstand. Het beleg mondde uit in een bloedbad, waarbij ook veel onschuldige burgers omkwamen.

## Voorgeschiedenis
Het beleg vond plaat in de laatste fase van de Boheemse Opstand. In deze fase trok Maximiliaan van Beieren onder de vlag van de Katholieke Liga met een groot leger via Opper- en Neder-Oostenrijk naar Bohemen om het keizerlijk gezag in deze landen te herstellen.
Op 21 september 1620 viel een gecombineerd Beiers-keizerlijk leger onder leiding van Maximiliaan en de graaf van Bucquoy het koninkrijk Bohemen binnen via de stad Nové Hrady. Het vermoeden bestond dat dit leger naar Pilsen zou trekken, waar Ernst van Mansfeld gelegerd was. Om die reden besloot opperbevelhebber Christiaan van Anhalt tot een tactische terugtrekking van het Boheemse leger naar het noorden tot bij Zbenice. Hierdoor had het keizerlijke leger vrij spel in Zuid-Bohemen en nam het de ene na de andere stad in.

## Verloop
Op 22 september kwam het keizerlijke leger aan in Budějovice, dat vanaf het begin van de opstand in handen van de keizer was. Hier konden de soldaten enkele dagen uitrusten. Vanuit Budějovice trok Maximiliaan op 25 september naar Vodňany en ging Bucquoy naar Prachatice. In Prachatice lag op dat moment en garnizoen bestaande uit een regiment van John Seton en een kleine Boheemse militie. Eerder dat jaar, in mei, probeerde het keizerlijke leger deze stad nog in te nemen, toen de gouverneur van Budějovice, de Spanjaard Balthasar Marradas, Prachatice belegerde. Dit lukte hem niet en men vertrouwde erop dat dit nu ook niet zou lukken. Toen Bucquoy voor de stadsmuur van Prachatice stond, riep hij de stad op zich over te geven. Hieraan werd geen gehoor gegeven. In plaats daarvan liet een aantal verdedigers hun broek zakken en lieten deze hun kont zien.
In tegenstelling tot Marradas had Bucquoy echter voldoende grof geschut meegenomen en was de kans om ontzet te worden dit keer veel kleiner. In minder dan een dag schoten de kanonnen van Bucquoy de middeleeuwse stadsmuren van Prachatice aan puin. Op zondag 27 september bestormde het keizerlijke leger onder leiding van de Duitser Otto Heinrich Fugger en de Napolitaan Carlo Spinelli de stad. Tijdens deze bestorming werd niet alleen het garnizoen gedecimeerd, ook een groot aantal weerloze burgers werd omgebracht. In totaal kwamen tussen de 900 en 1.500 mensen om, onder wie ook vrouwen en kinderen. Bucquoy en commissaris Harrach waren niet in staat het moorden te stoppen. Onder de keizerlijke soldaten vielen zo'n 60 man. Daarnaast werd de stad volledig geplunderd. Op ongeveer hetzelfde moment vond het beleg van Vimperk plaats onder bevel van de keizerlijke kolonel Rudolf van Tiefenbach, waarbij het Boheemse garnizoen zich overgaf. Het garnizoen in Volary vluchtte naar het noorden.